# František Xaver Franc
František Xaver Franc (3. prosince 1838, Hostivice u Prahy – 20. ledna 1910, Plzeň) byl profesí zahradník, proslavil se však zejména jako amatérský archeolog.

## Život

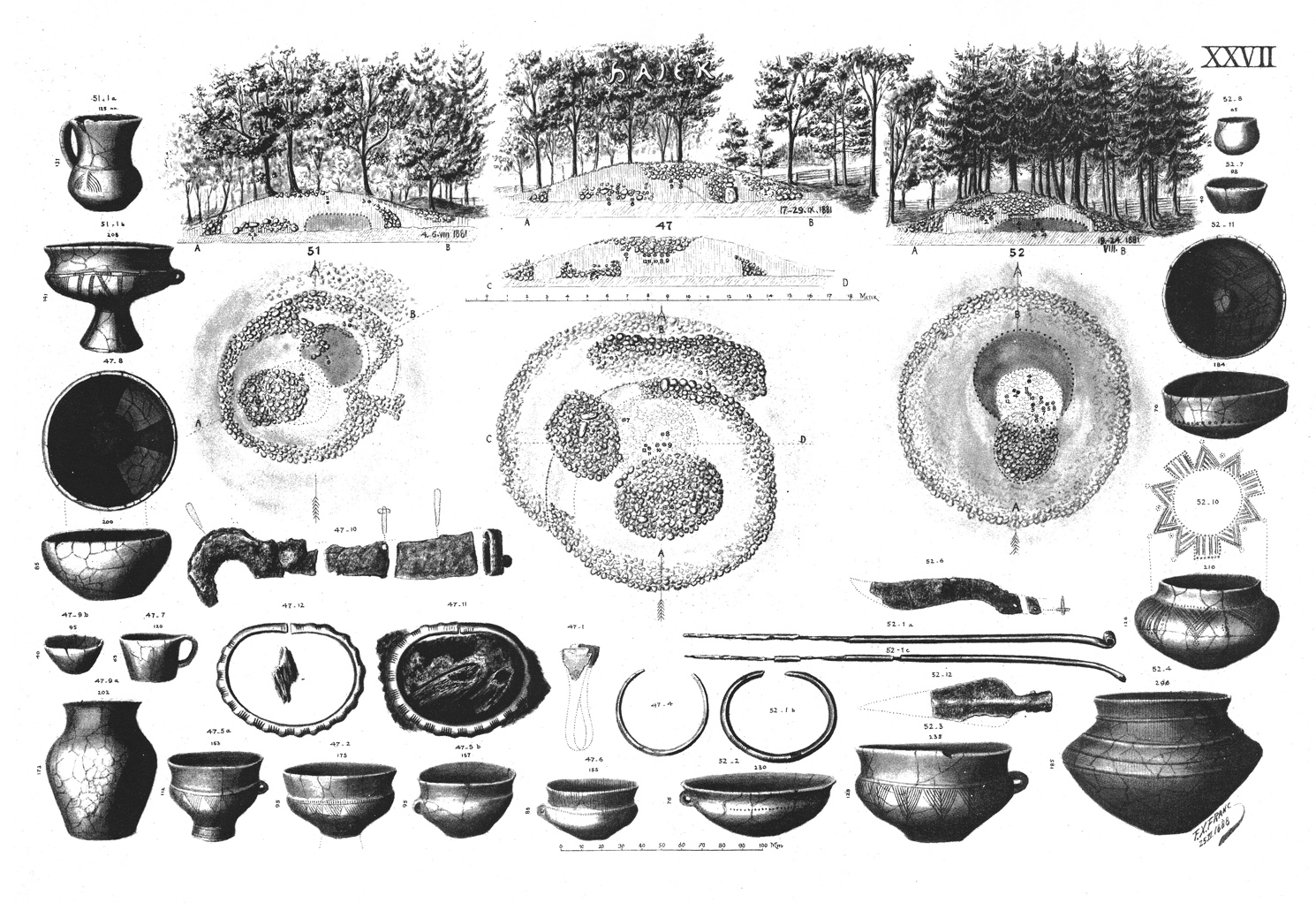
Nákres nálezů z pohřebišť

Na svou dobu pečlivě prozkoumal několik mohylových pohřebišť v okolí zámku Kozel, kde působil od roku 1871 jako zahradník a pro hraběte Arnošta Františka z Waldstein-Wartenbergu navrhoval rozsáhlý anglický park. Vykopávky prováděl také na pravěkých rovinných a výšinných sídlištích, v zaniklých středověkých vesnicích, na tvrzištích a na hradě Lopata. Klíčovým je jeho studium výšinných lokalit chamské kultury na Velké skále u Bzí a Lopatě, kde byl později založen vrcholně středověký hrad, ačkoli v jeho době ještě nebyl rozpoznán eneolit ani chamská kultura. Výzkum na Velké skále je dodnes (2016) jedním z největších výzkumů této kultury v Čechách a pochází z něj značné množství archeologického materiálu.

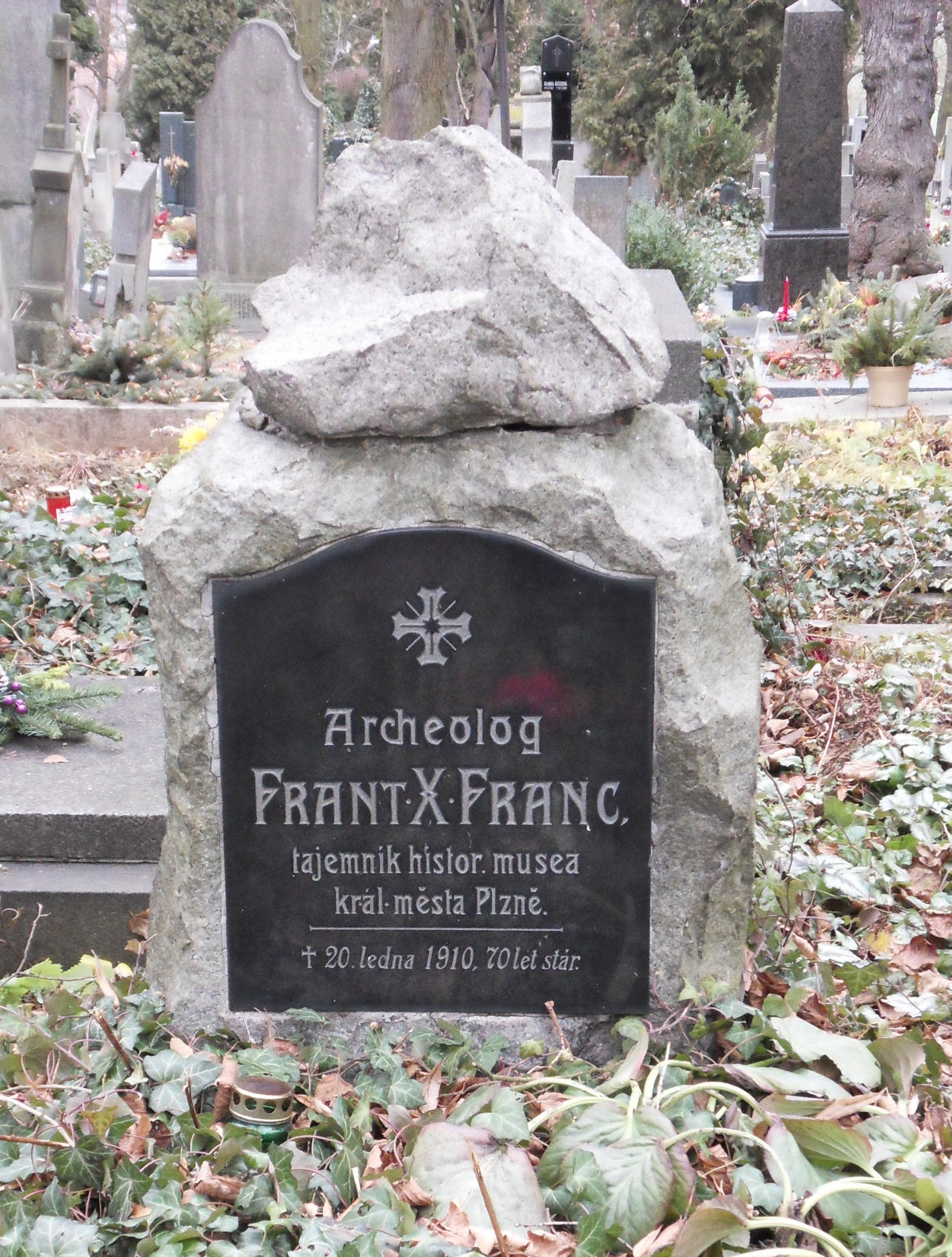
Čestný hrob Františka Xavera France na plzeňském Ústředním hřbitově

Na zámku Kozel vytvořil rozsáhlou archeologickou sbírku z oblasti jihozápadních Čech, u které dokázal poprvé chronologicky rozřadit nálezy. Na zámku Kozel rovněž viděl rukopisnou kroniku Šťáhlav, hradu Radyně a Lopaty, hradiště Starého Plzence a hradu Plzeň. Tato kronika byla později převezena Valdštejnem do Prahy a v roce 1928 byla nezvěstná.
Od roku 1893 působil jako sekretář Měšťanského historického muzea v Plzni, kde spravoval tamější archeologické sbírky a sám je významně rozšiřoval vlastními nálezy z povodí Klabavy.
Na jižním Plzeňsku, v Kozelském polesí, je po něm pojmenována naučná stezka, která prochází přes nejzajímavější lokality, prozkoumané právě F. X. Francem.

## Dílo
- FRANC, František Xaver. Šťáhlauer Ausgrabungen. Přehled nalezišť v oblasti Mže, Radbuzy, Úhlavy a Klabavy. Praha: Archeologický ústav ČSAV, 1988. (česky, německy)